# Petr Fiala
Petr Fiala (n. 1 septembrie 1964, Brno, Cehoslovacia) este un om politic ceh, prim-ministru al Republicii Cehe din 17 decembrie 2021.